# هراچیا بگلاریان
هراچیا میکائیلی (موخانی) بگلاریان (ارمنی: Հրաչյա Միքայելի (Մուխանի) Բեգլարյան؛ زادهٔ ۱ مهٔ ۱۹۳۴ - ۹ اکتبر ۲۰۰۹) شاعر، روزنامه‌نگار و ویراستار اهل ارمنستان بود.

## زندگی‌نامه
وی در ۱ مه ۱۹۳۴ در کولخوزاشن، استان مارتونی، جمهوری آرتساخ به دنیا آمد . وی برنده جوایزی همچون مدال موسس خورناتسی (۲۰۰۹) است. عضو اتحادیه نویسندگان شوروی بود. وی در ۹ اکتبر ۲۰۰۹ در سن ۷۵ سالگی در استپاناکرت درگذشت.